# 800 meter för herrar vid Världsmästerskapen i friidrott 2019
Herrarnas 800 meter vid Världsmästerskapen i friidrott 2019 avgjordes 29 september–1 oktober 2019 på Khalifa International Stadium i Doha, Qatar.

## Resultat

### Försöksheat
De tre första i varje heat ( Q ) och de sex näst snabbaste ( q ) kvalificerade sig för semifinalerna.
| Placering | Heat | Namn                       | Nationalitet            | Tid     | Noteringar |
| --------- | ---- | -------------------------- | ----------------------- | ------- | ---------- |
| 1         | 5    | Emmanuel Korir             | Kenya                   | 1.45,16 | Q          |
| 2         | 5    | Mostafa Smaili             | Marocko                 | 1.45,27 | Q          |
| 3         | 5    | Wesley Vázquez             | Puerto Rico             | 1.45,47 | Q          |
| 4         | 6    | Elliot Giles               | Storbritannien          | 1.45,53 | Q          |
| 5         | 6    | Clayton Murphy             | USA                     | 1.45,62 | Q          |
| 6         | 6    | Amel Tuka                  | Bosnien och Hercegovina | 1.45,62 | Q          |
| 7         | 6    | Álvaro de Arriba           | Spanien                 | 1.45,67 | q          |
| 7         | 5    | Yassine Hethat             | Algeriet                | 1.45,67 | q          |
| 9         | 3    | Brandon McBride            | Kanada                  | 1.45,96 | Q          |
| 10        | 4    | Ferguson Cheruiyot Rotich  | Kenya                   | 1.45,98 | Q          |
| 11        | 4    | Bryce Hoppel               | USA                     | 1.46,01 | Q          |
| 12        | 1    | Donavan Brazier            | USA                     | 1.46,04 | Q          |
| 13        | 2    | Ngeno Kipngetich           | Kenya                   | 1.46,07 | Q          |
| 14        | 4    | Abdessalem Ayouni          | Tunisien                | 1.46,09 | Q          |
| 15        | 3    | Abubaker Haydar Abdalla    | Qatar                   | 1.46,11 | Q          |
| 16        | 1    | Marco Arop                 | Kanada                  | 1.46,12 | Q          |
| 17        | 2    | Adrián Ben                 | Spanien                 | 1.46,12 | Q          |
| 18        | 3    | Pierre-Ambroise Bosse      | Frankrike               | 1.46,14 | Q          |
| 18        | 5    | Kyle Langford              | Storbritannien          | 1.46,14 | q          |
| 20        | 4    | Oussama Nabil              | Marocko                 | 1.46,17 | q          |
| 21        | 4    | Adam Kszczot               | Polen                   | 1.46,20 | q          |
| 22        | 2    | Jamie Webb                 | Storbritannien          | 1.46,23 | Q          |
| 23        | 2    | Brannon Kidder             | USA                     | 1.46,29 | q          |
| 24        | 2    | Jamal Hairane              | Qatar                   | 1.46,40 |            |
| 25        | 4    | Mohamed Belbachir          | Algeriet                | 1.46,52 |            |
| 26        | 1    | Tshepo Tshite              | Sydafrika               | 1.46,54 | Q          |
| 27        | 3    | Mouad Zahafi               | Marocko                 | 1.46,56 |            |
| 28        | 1    | Andreas Kramer             | Sverige                 | 1.46,74 |            |
| 29        | 6    | Andrés Arroyo              | Puerto Rico             | 1.46,75 |            |
| 30        | 1    | Lucirio Antonio Garrido    | Venezuela               | 1.46,89 |            |
| 31        | 3    | Peter Bol                  | Australien              | 1.46,92 |            |
| 32        | 4    | Mark English               | Irland                  | 1.47,25 |            |
| 33        | 2    | Marc Reuther               | Tyskland                | 1.47,31 |            |
| 34        | 6    | Edose Ibadin               | Nigeria                 | 1.47,91 |            |
| 35        | 6    | Musa Hajdari               | Kosovo                  | 1.47,98 |            |
| 36        | 5    | Quamel Prince              | Guyana                  | 1.48,41 |            |
| 37        | 3    | Pol Moya                   | Andorra                 | 1.48,52 |            |
| 38        | 1    | Mariano García             | Spanien                 | 1.49,08 |            |
| 39        | 1    | Luke Mathews               | Australien              | 1.50,16 |            |
| 40        | 5    | Mohammed Al-Suleimani      | Oman                    | 1.50,91 | 0PB0       |
| 41        | 5    | Benjamín Enzema            | Ekvatorialguinea        | 1.51,69 | 0SB0       |
| 42        | 3    | Ryan Sánchez               | Puerto Rico             | 1.54,46 |            |
| 43        | 1    | Zaw Min Min                | Myanmar                 | 1.56,85 | 0SB0       |
| 44        | 3    | Roberto Belo Amaral Soares | Östtimor                | 2.02,43 |            |
| 99        | 6    | Samer Al-Johar             | Jordanien               | DSQ     | 163.5      |
| 99        | 2    | Nijel Amos                 | Botswana                | DNS     | DNS        |

### Semifinaler
De två första i varje heat ( Q ) och de två näst snabbaste ( q ) kvalificerade sig för finalen.
| Placering | Heat | Namn                      | Nationalitet            | Tid     | Noteringar |
| --------- | ---- | ------------------------- | ----------------------- | ------- | ---------- |
| 1         | 1    | Wesley Vázquez            | Puerto Rico             | 1.43,96 | Q          |
| 2         | 1    | Ferguson Cheruiyot Rotich | Kenya                   | 1.44,20 | Q          |
| 3         | 1    | Clayton Murphy            | USA                     | 1.44,48 | q          |
| 4         | 2    | Donavan Brazier           | USA                     | 1.44,87 | Q          |
| 5         | 1    | Adrián Ben                | Spanien                 | 1.44,97 | q, 0PB0    |
| 6         | 2    | Marco Arop                | Kanada                  | 1.45,07 | Q          |
| 7         | 1    | Elliot Giles              | Storbritannien          | 1.45,15 |            |
| 8         | 2    | Emmanuel Korir            | Kenya                   | 1.45,19 |            |
| 9         | 1    | Adam Kszczot              | Polen                   | 1.45,22 |            |
| 10        | 2    | Brannon Kidder            | USA                     | 1.45,62 |            |
| 11        | 3    | Amel Tuka                 | Bosnien och Hercegovina | 1.45,63 | Q          |
| 12        | 2    | Mostafa Smaili            | Marocko                 | 1.45,78 |            |
| 13        | 1    | Abdessalem Ayouni         | Tunisien                | 1.45,80 |            |
| 14        | 3    | Bryce Hoppel              | USA                     | 1.45,95 | Q          |
| 15        | 2    | Tshepo Tshite             | Sydafrika               | 1.46,08 |            |
| 16        | 3    | Álvaro de Arriba          | Spanien                 | 1.46,09 |            |
| 17        | 2    | Yassine Hethat            | Algeriet                | 1.46,15 |            |
| 18        | 3    | Brandon McBride           | Kanada                  | 1.46,21 |            |
| 19        | 3    | Kyle Langford             | Storbritannien          | 1.46,41 |            |
| 20        | 3    | Ngeno Kipngetich          | Kenya                   | 1.46,61 |            |
| 21        | 1    | Abubaker Haydar Abdalla   | Qatar                   | 1.46,87 |            |
| 22        | 3    | Pierre-Ambroise Bosse     | Frankrike               | 1.47,60 |            |
| 23        | 2    | Jamie Webb                | Storbritannien          | 1.48,44 |            |
| 24        | 3    | Oussama Nabil             | Marocko                 | DSQ     | 163.2(b)   |

### Final
Finalen avgjordes den 1 oktober klockan 22:14.
| Placering | Bana | Namn                      | Nationalitet            | Tid     | Noteringar |
| --------- | ---- | ------------------------- | ----------------------- | ------- | ---------- |
| 1         | 4    | Donavan Brazier           | USA                     | 1.42,34 | 0MR0 AR0   |
| 2         | 5    | Amel Tuka                 | Bosnien och Hercegovina | 1.43,47 | ·          |
| 3         | 7    | Ferguson Cheruiyot Rotich | Kenya                   | 1.43,82 |            |
| 4         | 2    | Bryce Hoppel              | USA                     | 1.44,25 | ·          |
| 5         | 6    | Wesley Vázquez            | Puerto Rico             | 1.44,48 |            |
| 6         | 3    | Adrián Ben                | Spanien                 | 1.45,58 |            |
| 7         | 8    | Marco Arop                | Kanada                  | 1.45,78 |            |
| 8         | 9    | Clayton Murphy            | USA                     | 1.47,84 |            |